# Massagris schisma
Massagris schisma är en spindelart som beskrevs av Maddison, Zhang J. 2006. Massagris schisma ingår i släktet Massagris och familjen hoppspindlar. Inga underarter finns listade i Catalogue of Life.